# 로이 호런
로이 호런(Roy Horan, 1950년 1월 1일 ~ 2021년 10월 12일)은 미국의 배우, 무술가이다.

## 출연 작품

### 영화
- 사망탑 (1981년)
- 사형도수 (1978년)